# Темиско (Темиско, Морелос)
Темиско (шп. Temixco) насеље је у Мексику у савезној држави Морелос у општини Темиско. Насеље се налази на надморској висини од 1269 м.

## Становништво
Према подацима из 2010. године у насељу је живело 97788 становника.

### Хронологија
| Година       | 2000                  | 2005                  | 2010                  |
| ------------ | --------------------- | --------------------- | --------------------- |
| Становништво | 85914 (41522 / 44392) | 89915 (43220 / 46695) | 97788 (47276 / 50512) |

### Попис
| \| \| м \| \| \| ж \| \| 0—2 \| 2.795 \| \| \| 2.619 \| \| 3—5 \| 2.900 \| \| \| 2.936 \| \| 6—11 \| 5.773 \| \| \| 5.697 \| \| 12—14 \| 2.962 \| \| \| 2.841 \| \| 15—17 \| 3.131 \| \| \| 3.038 \| \| 18—24 \| 6.389 \| \| \| 6.663 \| \| 60+ \| 4.258 \| \| \| 4.907 \| \| Просек : \| 28,4 \| \| \| 29,7 \| |       |  |  |       |
| |       |  |  |       |
| | м     |  |  | ж     |
| 0—2 | 2.795 |  |  | 2.619 |
| 3—5 | 2.900 |  |  | 2.936 |
| 6—11 | 5.773 |  |  | 5.697 |
| 12—14 | 2.962 |  |  | 2.841 |
| 15—17 | 3.131 |  |  | 3.038 |
| 18—24 | 6.389 |  |  | 6.663 |
| 60+ | 4.258 |  |  | 4.907 |
| Просек : | 28,4  |  |  | 29,7  |

| #   | Индикатор                                                                                        | Вредност |
| --- | ------------------------------------------------------------------------------------------------ | -------- |
| 1   | Становништво од 0 до 2 године                                                                    | 5414     |
| 2   | Мушко становништво од 0 до 2 године                                                              | 2795     |
| 3   | Женско становништво од 0 до 2 године                                                             | 2619     |
| 4   | Становништво са 3 и више година                                                                  | 92110    |
| 5   | Мушко становништво са 3 и више година                                                            | 44347    |
| 6   | Женско становништво са 3 и више година                                                           | 47763    |
| 7   | Становништво са 5 и више година                                                                  | 88234    |
| 8   | Мушко становништво са 5 и више година                                                            | 42444    |
| 9   | Женско становништво са 5 и више година                                                           | 45790    |
| 10  | Становништво са 12 и више година                                                                 | 74804    |
| 11  | Мушко становништво са 12 и више година                                                           | 35674    |
| 12  | Женско становништво са 12 и више година                                                          | 39130    |
| 13  | Становништво са 15 и више година                                                                 | 69001    |
| 14  | Мушко становништво са 15 и више година                                                           | 32712    |
| 15  | Женско становништво са 15 и више година                                                          | 36289    |
| 16  | Становништво са 18 и више година                                                                 | 62832    |
| 17  | Мушко становништво са 18 и више година                                                           | 29581    |
| 18  | Женско становништво са 18 и више година                                                          | 33251    |
| 19  | Становништво од 3 до 5 година                                                                    | 5836     |
| 20  | Мушко становништво од 3 до 5 година                                                              | 2900     |
| 21  | Женско становништво од 3 до 5 година                                                             | 2936     |
| 22  | Становништво од 6 до 11 година                                                                   | 11470    |
| 23  | Мушко становништво од 6 до 11 година                                                             | 5773     |
| 24  | Женско становништво од 6 до 11 година                                                            | 5697     |
| 25  | Становништво од 8 до 14 година                                                                   | 13454    |
| 26  | Мушко становништво од 8 до 14 година                                                             | 6847     |
| 27  | Женско становништво од 8 до 14 година                                                            | 6607     |
| 28  | Становништво од 12 до 14 година                                                                  | 5803     |
| 29  | Мушко становништво од 12 до 14 година                                                            | 2962     |
| 30  | Женско становништво од 12 до 14 година                                                           | 2841     |
| 31  | Становништво од 15 до 17 година                                                                  | 6169     |
| 32  | Мушко становништво од 15 до 17 година                                                            | 3131     |
| 33  | Женско становништво од 15 до 17 година                                                           | 3038     |
| 34  | Становништво од 18 до 24 године                                                                  | 13052    |
| 35  | Мушко становништво од 18 до 24 године                                                            | 6389     |
| 36  | Женско становништво од 18 до 24 године                                                           | 6663     |
| 37  | Женско становништво од 15 до 49 година                                                           | 27227    |
| 38  | Становништво са 60 и више година                                                                 | 9165     |
| 39  | Мушко становништво са 60 и више година                                                           | 4258     |
| 40  | Женско становништво са 60 и више година                                                          | 4907     |
| 41  | Однос између мушкараца и жена                                                                    | 93.59    |
| 42  | Становништво од нуле до 14 година                                                                | 28523    |
| 43  | Становништво од 15 до 64 године                                                                  | 62659    |
| 44  | Становништво од 65 година и више                                                                 | 6342     |
| 45  | Просечан број деце                                                                               | 2.4      |
| 46  | Становништво рођено у ентитету                                                                   | 64584    |
| 47  | Мушко становништво рођено у ентитету                                                             | 31784    |
| 48  | Женско становништво рођено у ентитету                                                            | 32800    |
| 49  | Становништво рођено у другом ентитету                                                            | 31954    |
| 50  | Мушко становништво рођено у другом ентитету                                                      | 14888    |
| 51  | Женско становништво рођено у другом ентитету                                                     | 17066    |
| 52  | Становништво од 5 година и више резидентно у ентитету у јуну 2005. године                        | 83203    |
| 53  | Мушко становништво старосног доба од 5 година и више, резидентно у ентитету у јуну 2005. године  | 39795    |
| 54  | Женско становништво старосног доба од 5 и више година, резидентно у ентитету у јуну 2005. године | 43408    |
| 55  | Становништво од 5 година и више које је живело у другом ентитету у јуну 2005. године             | 3399     |
| 56  | Мушко становништво старије од 5 година које је живело у другом ентитету у јуну 2005. године      | 1644     |
| 57  | Женско становништво старије од 5 година које је живело у другом ентитету у јуну 2005. године     | 1755     |
| 58  | Становништво од 3 године и више које говори аутохтони језик                                      | 694      |
| 59  | Мушко становништво старо 3 године и више које говори аутохтони језик                             | 348      |
| 60  | Женско становништво старо 3 године и више које говори аутохтони језик                            | 346      |
| 61  | Становништво од 3 године и више које говори аутохтони језик и не говори шпански језик            | 8        |
| 62  | Мушко становништво старо 3 године и више које говори аутохтони језик и не говори шпански         | 3        |
| 63  | Женско становништво старо 3 године и више које говори аутохтони језик и не говори шпански језик  | 5        |
| 64  | Становништво старо 3 године и више које говори аутохтони језик и шпански                         | 562      |
| 65  | Мушко становништво старо 3 године и више које говори аутохтони језик и шпански                   | 277      |
| 66  | Женско становништво старо 3 године и више које говори аутохтони језик и шпански                  | 285      |
| 67  | Становништво од 5 година и више које говори аутохтони језик                                      | 675      |
| 68  | Становништво од 5 година и више које говори аутохтони језик и не говори шпански језик            | 6        |
| 69  | Становништво од 5 година и више које говори аутохтони језик и говори шпански језик               | 551      |
| 70  | Становништво у домородачким домаћинствима                                                        | 1689     |
| 71  | Становништво са ограничењима у активностима                                                      | 3870     |
| 72  | Становништво са ограниченим ходањем или кретањем, горе или доле                                  | 2186     |
| 73  | Становници са ограничењима вида, чак и уз кориштење сочива                                       | 1036     |
| 74  | Становништво са ограничењима говора, комуникације или конверзације                               | 373      |
| 75  | Становништво са ограниченим слухом                                                               | 466      |
| 76  | Становништво са ограничењима при одевању, купању или јелу                                        | 152      |
| 77  | Становништво са ограничењима у опажању или учењу једноставних ствари                             | 150      |
| 78  | Становништво са менталним ограничењима                                                           | 333      |
| 79  | Становништво без ограничења активности                                                           | 93294    |
| 80  | Становништво од 3 до 5 година које не похађа школу                                               | 3097     |
| 81  | Мушко становништво од 3 до 5 година које не похађа школу                                         | 1528     |
| 82  | Женско становништво од 3 до 5 година које не похађа школу                                        | 1569     |
| 83  | Становништво од 6 до 11 година које не похађа школу                                              | 473      |
| 84  | Мушко становништво од 6 до 11 година које не похађа школу                                        | 253      |
| 85  | Женско становништво од 6 до 11 година које не похађа школу                                       | 220      |
| 86  | Становништво од 12 до 14 година које не похађа школу                                             | 598      |
| 87  | Мушко становништво од 12 до 14 година које не похађа школу                                       | 370      |
| 88  | Женско становништво од 12 до 14 година које не похађа школу                                      | 228      |
| 89  | Становништво од 15 до 17 година похађа школу                                                     | 3799     |
| 90  | Мушко становништво од 15 до 17 година похађа школу                                               | 1778     |
| 91  | Женско становништво између 15 и 17 година живота у школи                                         | 2021     |
| 92  | Становништво од 18 до 24 године похађа школу                                                     | 2910     |
| 93  | Мушко становништво од 18 до 24 године похађа школу                                               | 1358     |
| 94  | Женско становништво од 18 до 24 године похађа школу                                              | 1552     |
| 95  | Становништво од 8 до 14 година које не може да чита и пише                                       | 399      |
| 96  | Мушко становништво старосног доба од 8 до 14 година које не може да чита и пише                  | 231      |
| 97  | Женско становништво старосног доби од 8 до 14 година које не може да чита и пише                 | 168      |
| 98  | Становништво од 15 година и више које је неписмено                                               | 4793     |
| 99  | Мушко становништво од 15 година и више које је неписмено                                         | 1767     |
| 100 | Женско становништво од 15 година и више које је неписмено                                        | 3026     |
| 101 | Становништво старо 15 и више година без школовања                                                | 6029     |
| 102 | Мушко становништво старо 15 и више година без школовања                                          | 2400     |
| 103 | Женско становништво старо 15 и више година без школовања                                         | 3629     |
| 104 | Становништво старосног доба 15 и више година са непотпуним основним образовањем                  | 7559     |
| 105 | Мушко становништво старосног доба од 15 година и више са непотпуном основним образовањем         | 3604     |
| 106 | Женско становништво старосног доба 15 и више година са непотпуном основним образовањем           | 3955     |
| 107 | Становништво старо 15 и више година са комплетним основним образовањем                           | 11304    |
| 108 | Мушко становништво старо 15 година и више са комплетним основним образовањем                     | 5445     |
| 109 | Женско становништво старо 15 и више година са комплетним основним образовањем                    | 5859     |
| 110 | Становништво старосног доба 15 и више година са непотпуним средњим образовањем                   | 3836     |
| 111 | Мушко становништво старосног доба од 15 година и више са непотпуним средњим образовањем          | 2085     |
| 112 | Женско становништво старосног доба од 15 година и више са непотпуним средњим образовањем         | 1751     |
| 113 | Становништво старо 15 и више година са пуним секундарном образовањем                             | 18957    |
| 114 | Мушко становништво старосног доба од 15 година и више са пуним секундарном образовањем           | 9226     |
| 115 | Женско становништво старосног доба од 15 година и више са пуним секундарном образовањем          | 9731     |
| 116 | Становништво старије од 18 година са постосновним образовањем                                    | 19357    |
| 117 | Мушко становништво старије од 18 година са постосновним образовањем                              | 9153     |
| 118 | Женско становништво старије од 18 година са постосновним образовањем                             | 10204    |
| 119 | Просечна оцена школовања                                                                         | 8.18     |
| 120 | Просечан ниво образовања мушке популације                                                        | 8.29     |
| 121 | Просечан ниво образовања женског становништва                                                    | 8.08     |
| 122 | Економски активно становништво                                                                   | 41833    |
| 123 | Економски активна мушка популација                                                               | 26722    |
| 124 | Економски активна женска популација                                                              | 15111    |
| 125 | Становништво које није економски активно                                                         | 32640    |
| 126 | Мушко становништво које није економски активно                                                   | 8741     |
| 127 | Женско становништво које није економски активно                                                  | 23899    |
| 128 | Запослено становништво                                                                           | 40155    |
| 129 | Запослено мушко становништво                                                                     | 25360    |
| 130 | Запослено женско становништво                                                                    | 14795    |
| 131 | Незапослена популација                                                                           | 1678     |
| 132 | Незапослена мушка популација                                                                     | 1362     |
| 133 | Незапослена женска популација                                                                    | 316      |
| 134 | Становништво без права на здравствене услуге                                                     | 40498    |
| 135 | Становништво које има право на здравствене услуге                                                | 56787    |
| 136 | Становништво које има право на ИМСС                                                              | 23246    |
| 137 | Становништво које има право на социјално осигурање                                               | 4912     |
| 138 | Становништво које има право на државно социјално осигурање                                       | 214      |
| 139 | Становништво које има право на опште осигурање или здравствено осигурање за нову генерацију      | 26929    |
| 140 | Становништво које је било једном или није било у браку током 12 година и више                    | 25955    |
| 141 | Венчано или уједињено становништво од 12 година и више                                           | 40348    |
| 142 | Становништво које је било у браку или уједињено 12 година и више                                 | 8409     |
| 143 | Становништво са католичком религијом                                                             | 69622    |
| 144 | Протестанти, еванђелисти и библијски следбеници различити од еванђелиста                         | 16635    |
| 145 | Становништво са другим религијама различитим од претходних                                       | 346      |
| 146 | Становништво без религије                                                                        | 8492     |
| 147 | Укупно пописаних домаћинства                                                                     | 25056    |
| 148 | Пописна домаћинства на челу са мушкарцима                                                        | 18134    |
| 149 | Пописна домаћинства на челу са женама                                                            | 6922     |
| 150 | Становништво у пописним домаћинствима                                                            | 97484    |
| 151 | Становништво у пописним домаћинствима на челу са мушкарцима                                      | 73211    |
| 152 | Становништво у пописним домаћинствима на челу са женама                                          | 24273    |
| 153 | Укупно домаћинстава                                                                              | 33285    |
| 154 | Укупно насељених домаћинстава                                                                    | 25143    |
| 155 | Укупно приватних кућа                                                                            | 33198    |
| 156 | Насељени приватни домови                                                                         | 25056    |
| 157 | Укупно насељених приватних кућа                                                                  | 25137    |
| 158 | Ненасељене приватне куће                                                                         | 5994     |
| 159 | Појединачна домаћинства за привремену употребу                                                   | 2148     |
| 160 | Становници у насељеним приватним кућама                                                          | 97484    |
| 161 | Насељеност станара у приватним становима                                                         | 3.89     |
| 162 | Просечно становника по соби у приватним насељеним домаћинствима                                  | 1.13     |
| 163 | Појединачна домаћинства са подовима од различитих материјала од земље                            | 23921    |
| 164 | Појединачна домаћинства у приземљу                                                               | 1048     |
| 165 | Појединачна домаћинства са једном спаваћом собом                                                 | 9501     |
| 166 | Појединачна домаћинства са две спаваће собе и више                                               | 15486    |
| 167 | Појединачна домаћинства са једним собом                                                          | 2235     |
| 168 | Појединачна домаћинства са две собе                                                              | 5268     |
| 169 | Појединачна домаћинства са 3 собе и више                                                         | 17461    |
| 170 | Појединачна домаћинства која имају електрично светло                                             | 24843    |
| 171 | Појединачна домаћинства која немају електрично светло                                            | 144      |
| 172 | Појединачна домаћинства која имају водоводну воду у стамбеном простору                           | 23486    |
| 173 | Појединачна домаћинства која немају водоводну воду у стамбеном простору                          | 1479     |
| 174 | Појединачна домаћинства која имају тоалет                                                        | 24699    |
| 175 | Појединачна домаћинства која имају канализацију                                                  | 24688    |
| 176 | Појединачна домаћинства која немају канализацију                                                 | 256      |
| 177 | Појединачна домаћинства која имају електрично светло, довод воде из јавне мреже и канализацију   | 23196    |
| 178 | Појединачна домаћинства без икаквих услова                                                       | 226      |
| 179 | Појединачна домаћинства која имају радио                                                         | 20133    |
| 180 | Појединачна домаћинства која имају телевизор                                                     | 23927    |
| 181 | Појединачна домаћинства која имају фрижидер                                                      | 22325    |
| 182 | Појединачна домаћинства која имају машину за веш                                                 | 14325    |
| 183 | Појединачна домаћинства која имају аутомобил или комби                                           | 8974     |
| 184 | Појединачна домаћинства која имају рачунар                                                       | 5834     |
| 185 | Појединачна домаћинства која имају фиксну телефонску линију                                      | 13631    |
| 186 | Појединачна домаћинства која имају мобилни телефон                                               | 16213    |
| 187 | Појединачна домаћинства која имају приступ интернету                                             | 4440     |
| 188 | Величина локације                                                                                | 10       |